# Saint-Hippolyte, Indre-et-Loire
Saint-Hippolyte là một xã của tỉnh Indre-et-Loire, thuộc vùng Centre-Val de Loire, miền trung nước Pháp.